# Auguste de Montgolfier
Pour les autres membres de la famille, voir Famille de Montgolfier.
Auguste de Montgolfier, né le 28 août 1828 à Saint-Marcel-lès-Annonay et mort le 9 juin 1899 à Saint-Marcel-lès-Annonay), est un industriel et homme politique français. Il est le cousin d'Émile de Montgolfier.

## Biographie
Élève de l'École centrale des arts et manufactures (promotion 1850), il s'établit fabricant de papiers dans son département, à Saint-Martin. Maire et d'opinions monarchistes, il fut inscrit, le 4 octobre 1885, sur la liste conservatrice de l'Ardèche, fut élu député et prit place à droite. Mais l'élection de Ardèche fut annulée, et le nouveau scrutin lui fut défavorable.
Membre du conseil général, il fut réélu député en 1889. Il fut président du 10e bureau au sein de la Chambre et membre de plusieurs commissions.

## Sources
- « Auguste de Montgolfier », dans Adolphe Robert et Gaston Cougny, Dictionnaire des parlementaires français, Edgar Bourloton, 1889-1891 [détail de l’édition]